# Anișoara Bălan

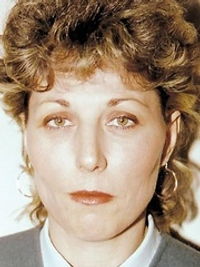
Anișoara Bălan in den 1980er-Jahren

Anișoara Bălan, ab 1991 Anișoara Dobre, (* 1. Juli 1966 in Liteni) ist eine ehemalige rumänische Ruderin, die zwei olympische Medaillen gewann.

## Sportliche Karriere
Die 1,76 m große Anișoara Bălan belegte bei den Junioren-Weltmeisterschaften 1983 den dritten Platz im Doppelzweier, 1984 siegte sie im Einer. Bei den Weltmeisterschaften 1985 in der Erwachsenenklasse trat Anișoara Bălan im Doppelvierer an und gewann zusammen mit Veronica Cogeanu, Anișoara Sorohan und Maricica Iordache die Bronzemedaille hinter den Booten aus der DDR und aus der Sowjetunion. Im Jahr darauf rückte Doina Ciucanu-Robu für Cogeanu ins Boot, bei den Weltmeisterschaften in Nottingham erreichte der rumänische Vierer den zweiten Platz hinter dem DDR-Boot. Bei den Weltmeisterschaften 1987 siegte das Boot aus der DDR vor Bulgarien und der Sowjetunion, der rumänische Vierer mit Bălan, Ciucanu-Robu, Cogeanu und Sorohan belegte den vierten Platz. Bei den Olympischen Spielen 1988 siegte der DDR-Vierer vor dem sowjetischen Boot, Bălan, Minea(-Sorohan), Cogeanu und Elisabeta Lipă erhielten die Bronzemedaille.
Nach zwei Jahren Pause und Namenswechsel durch Heirat kehrte sie als Anișoara Dobre mit zwei Medaillen bei den Weltmeisterschaften 1991 zurück ins Blickfeld. Mit Elisabeta Lipă gewann sie Silber im Doppelzweier, mit Constanța Burcică, Doina Ignat und Fanica Costea erhielt sie Bronze im Doppelvierer. Bei den Olympischen Spielen 1992 gewann im Doppelvierer das deutsche Boot, dahinter erkämpften Anișoara Dobre, Doina Ignat, Constanța Burcică und Veronica Cochela(-Cogeanu) die Silbermedaille.
Anișoara Bălan ist mit dem Ruderer Dănuț Dobre verheiratet. Ihre mit vier olympischen Medaillen noch erfolgreichere Schwester Doina Bălan ist verheiratet mit dem Ruderer Ioan Șnep.